# Bruchmühlbach-Miesau
Bruchmühlbach-Miesau è un comune di 7.341 abitanti della Renania-Palatinato, in Germania.
Appartiene al circondario (Landkreis) di Kaiserslautern (targa KL) ed è parte della comunità amministrativa (Verbandsgemeinde) di Bruchmühlbach-Miesau.
Il suo territorio è bagnato dal fiume Glan.